# Mellan-Bäckasjön
Mellan-Bäckasjön är en sjö i Olofströms kommun i Blekinge och ingår i Skräbeåns huvudavrinningsområde.